# 巴尔德曼科
巴尔德曼科，是西班牙马德里自治区的一个市镇。总面积17.58平方公里，总人口958人（2013年），人口密度54人/平方公里。